# منزل مونك
منزل مونك هو منزل ريفي يعود تاريخه إلى القرن السادس عشر يقع في قرية رودميل، على بعد ثلاثة أميال (4.8 كم) جنوب لويس، شرق ساسكس، في إنجلترا. اشترت الكاتبة فرجينيا وولف وزوجها الناشط السياسي والصحفي والمحرر ليونارد وولف المنزلَ عن طريق مزادٍ أقيم في فندق وايت هارت في 1 يوليو 1919 مقابل 700 جنيه إسترليني، واستقبلا هناك العديد من الزوار ذوي الصلة بمجموعة بلومزبري، مثل ت. س. إليوت، وإي. إم. فورستر، وروجر فراي، وليتون ستراتشي. وصفت وولف عملية الشراء بالتفصيل في مذكراتها، المجلد. 1، ص. 286-8.
عاشت شقيقة فرجينيا، الفنانة فانيسا بيل، في مزرعة تشارلستون القريبة في فيرل منذ عام 1916، وعلى الرغم من التباين في الأسلوب، أصبح كلا المنزلين موقعي سكن مهمين لمجموعة بلومزبري. تدير مؤسسة التراث القومي الآن المبنى باعتباره متحفًا لبيت الكاتب.

## الحياة في منزل مونك

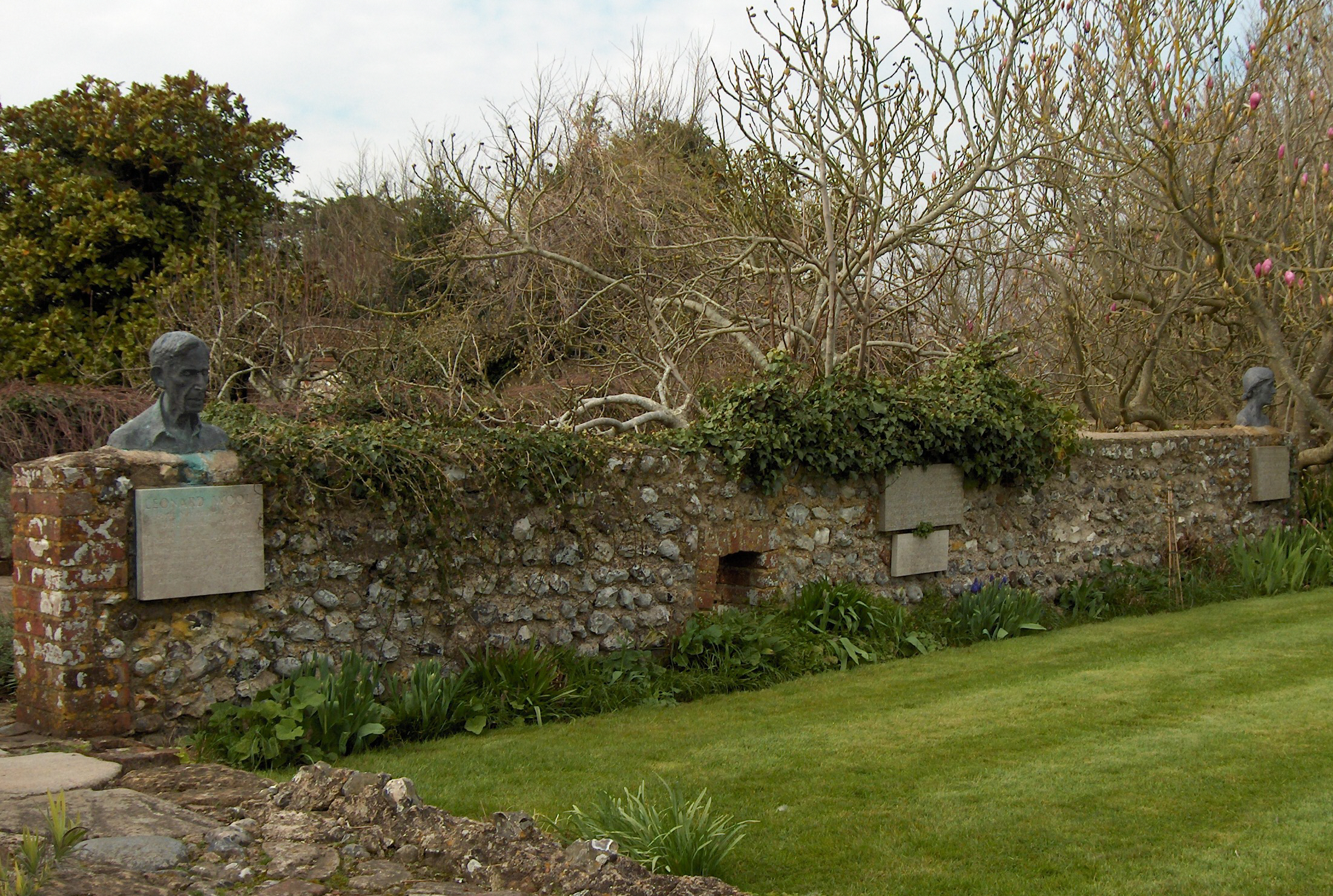
تمثال نصفي لفرجينيا وليونارد وولف في حديقة منزل مونك

خلال السنوات الأولى لعائلة وولف في رودميل، كان منزل مونك ذا أبعاد متواضعة ملحقٌ به حديقة مساحتها ثلاثة أرباع فدان وبستان وعدد من المباني الملحقة. كانت الحالة متواضعة، وعلى مر السنين أجرت عائلة وولف العديد من التعديلات والإضافات، بما في ذلك: تحسينات في المطبخ؛ تركيب مجموعة مياه ساخنة وحمام مزود بخزان مياه؛ وملحق من طابقين في عام 1929. في عام 1928 اشترت العائلة حقلاً مجاوراً للحفاظ على المناظر الجميلة من الحديقة باتجاه جبل كابورن.
قضت عائلة وولف المزيد من الوقت في رودميل، وعاشت هناك في نهاية المطاف باستمرار منذ عام 1940 عندما تعرضت شقتهم في ميدان مكلنبورغ، بلومزبري، لندن، لأضرار جرّاء غارة جوية. أتاحت عزلة الحياة القروية لفرجينيا فترة راحة من اضطرابات لندن، وفي النزل الخشبي الصغير أسفل الحديقة تبلورت العديد من رواياتها. غرفة يعقوب التي نشرت عام 1922، والسيدة دالاوي (1925)، وإلى المنارة (1927)، وأورلاندو (1928)، والأمواج (1931)، والسنوات (1937)، وبين الأفعال (1941)، بالإضافة إلى أعمال أخرى. تضمّنت روايتها الأخيرة، بين الأفعال، التي نُشرت بعد وفاتها في يوليو 1941، العديد من الإشارات إلى رودميل وتقاليد وقيم القرويين.
وثّقت فرجينيا حياتها في المنزل بالصور. تتضمن هذه الألبومات المحفوظة في منزل مونك صورًا شخصية وصورًا جماعية للعديد من الذين زاروا المنزل.
في مارس 1941، ماتت فرجينيا منتحرة، حيث أغرقت نفسها في نهر أوس القريب. بقي زوجها ليونارد في منزل مونك حتى وفاته عام 1969، ولعب دورًا نشطًا في حياة القرية. كان هو وفرجينيا عضوين في الحزب الاشتراكي،[محل شك] وأصبح مديرًا لمدرسة القرية في رودميل في الثلاثينيات.

## منزل مونك اليوم

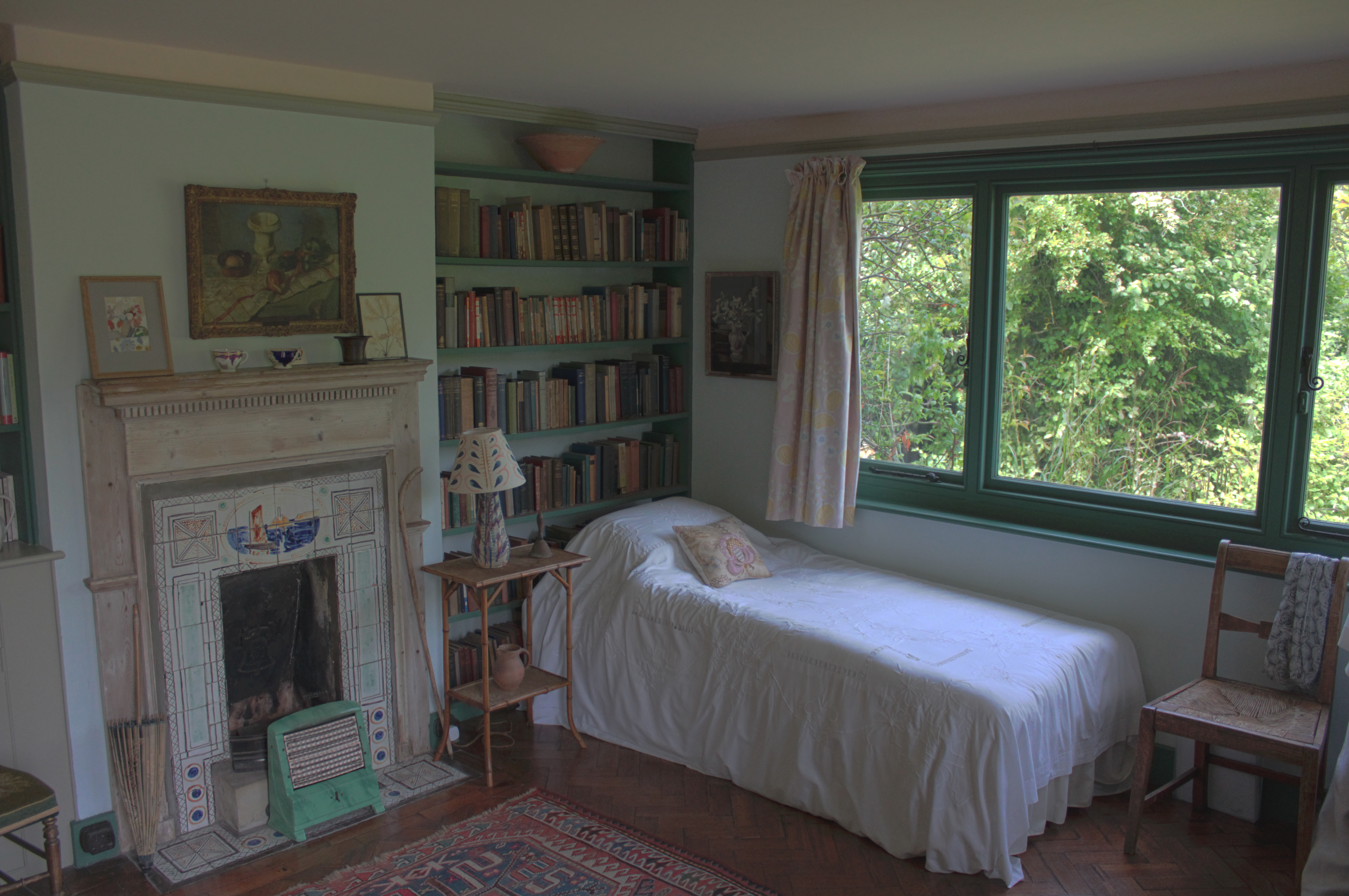
سرير فرجينيا وولف في منزل مونك

عند وفاة ليونارد، ورث المنزل صديقه المقرب، الفنان تريكي بارسونز، الذي باعه لجامعة ساسكس عام 1972. ثم استلمته في النهاية مؤسسة التراث القومي عام 1980، وهو مفتوح للجمهور، حيث يمكم زيارة الطابق الأرضي، الذي يتضمن غرفة الجلوس وغرفة الطعام والمطبخ وغرفة نوم فرجينيا، ويمكن زيارة نزل الكتابة الخاص بفرجينيا في الجزء السفلي من الحديقة مع إطلالات عبر جبل كابورن.

## روابط خارجية
- معلومات منزل مونك في مؤسسة التراث القومي
- جمعية فرجينيا وولف في بريطانيا العظمى